# .li
A .li Liechtenstein internetes legfelső szintű tartomány kódja. 1993-ban hozták létre. A Fachhochschule Liechtenstein (Liechtensteini szakközépiskola) tartja karban, de a svájci tartománynevet, a .ch-t is kezelő SWITCHnél is lehet ilyen címet regisztrálni. A regisztrálás elé nem gördítenek akadályt senkinek sem. 2004 márciusa óta nemzeti karakterekkel is lehet címet kérni.